# Tidarren cuneolatum
Tidarren cuneolatum är en spindelart som först beskrevs av Albert Tullgren 1910.  Tidarren cuneolatum ingår i släktet Tidarren och familjen klotspindlar. Inga underarter finns listade i Catalogue of Life.